# 刘灿
刘灿（？—？），江西临川人，明朝政治人物。

## 生平
举人出身。弘治十一年，任福建永安县知县一职，在任期间廉谨重儒学。后升任池州府通判。